# 139 pr. n. št.

## Dogodki
- - Hiparh zelo natančno določi dolžino sinodskega meseca.